# Whitewood (Dakota Południowa)
Whitewood – miasto w Stanach Zjednoczonych, w stanie Dakota Południowa, w hrabstwie Lawrence.